# Основна и средња школа „Жарко Зрењанин” Суботица
Основна и средња школа „Жарко Зрењанин” у Суботици је државна образовна установа, намењена образовању и васпитању деце са посебним потребама. Школа је основана 1957. године и носи име по Жарку Зрењанину, револуционару, учеснику Народноослободилачке борбе и народном хероју Југославије.
Школа поседује учионице и кабинете за извођење наставе, радионицу, салу за физичко. Ученицима умерено ментално ометеним у развоју, основношколског узраста и старијим од 18 година је на располагању продужени боравак.